# Pristimantis suetus
Espèce
Synonymes
- Eleutherodactylus suetus Lynch & Rueda-Almonacid, 1998

Statut de conservation UICN

 VU  : Vulnérable
Pristimantis suetus est une espèce d'amphibiens de la famille des Craugastoridae.

## Répartition
Cette espèce est endémique du versant Est de la cordillère Centrale en Colombie. Elle se rencontre entre 1 800 et 2 800 m d'altitude :
- dans le département de Caldas dans les municipalités de Pensilvania et de Samaná ;
- dans le département d'Antioquia dans les municipalités de Guatapé et de Sonsón.

## Description
Les mâles mesurent de 13,9 à 18,2 mm et les femelles de 20,7 à 23,0 mm.

## Publication originale
- Lynch & Rueda-Almonacid, 1998 : New frogs of the genus Eleutherodactylus from the eastern flank of the northern Cordillera Central of Colombia. Revista de la Academia Colombiana de Ciencias Exactas Fisicas y Naturales, vol. 22, no 85, p. 561-570 (texte intégral).